# Melezitose
Melezitose of melizitose is een trisacharide, die in honingdauw voorkomt. Het bestaat uit twee moleculen glucose en één molecuul fructose. Melezitose kan hydrolyseren in glucose en turanose, een isomeer van sacharose.

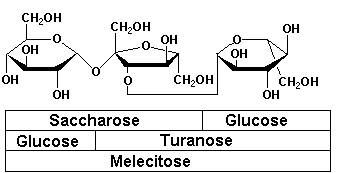
Structuur van melezitose: Glc α(1-3)Fruf β(2-1)α Glc.

Insecten, zoals luizen, die honingdauw uitscheiden zetten sacharose en glucose om in melezitose, waardoor ze door osmose weinig water verliezen. Tegelijkertijd worden mieren gelokt, die deze insecten beschermen tegen vijanden.

## Geschiedenis

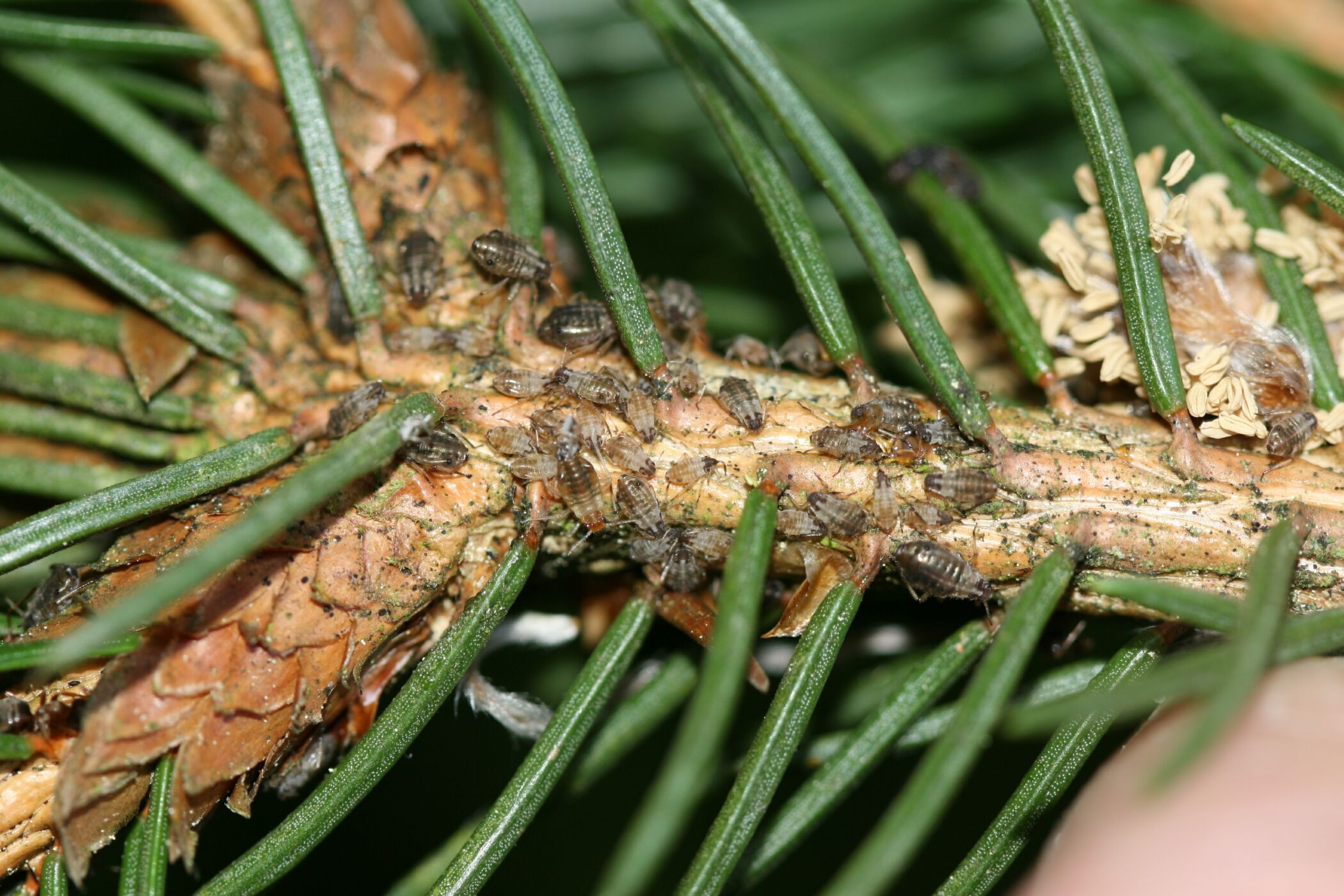
Melezitose producerende boomluizen op een fijnspartak

In 1833 ontdekte Bonastre melezitose in een uitscheiding van larix. De naam werd afgeleid van de Franse woorden „mélèze“ voor larix en het achtervoegsel -ose voor suiker. Later werd de stof ook in andere planten gevonden en in 1917 ook in honing.

## Honing
Een aantal bijensoorten leeft uitsluitend van honingdauw, en de 'honingdauw-honing' die wordt geproduceerd is donker van kleur en duurder dan normale honing uit nectar. 'Dennenhoning' bestaat voor het merendeel uit honingdauw. In 'dennenhoning' zit altijd een hoeveelheid melezitose. Het gehalte is afhankelijk van de stofwisseling van de boom (het floeemsap) en de enzymatische omzetting door de verschillende luizensoorten. Zo zou de luis Cinara laricis veel melezitose vormen. Door het hoge gehalte, soms meer dan 10 - 12 %, aan melezitose kristalliseert de honing al in de honingraat en is daar dan moeilijk uit te halen. Deze honing wordt wel melezitose- of cementhoning genoemd.